# Isabela Jagellón de Hungría

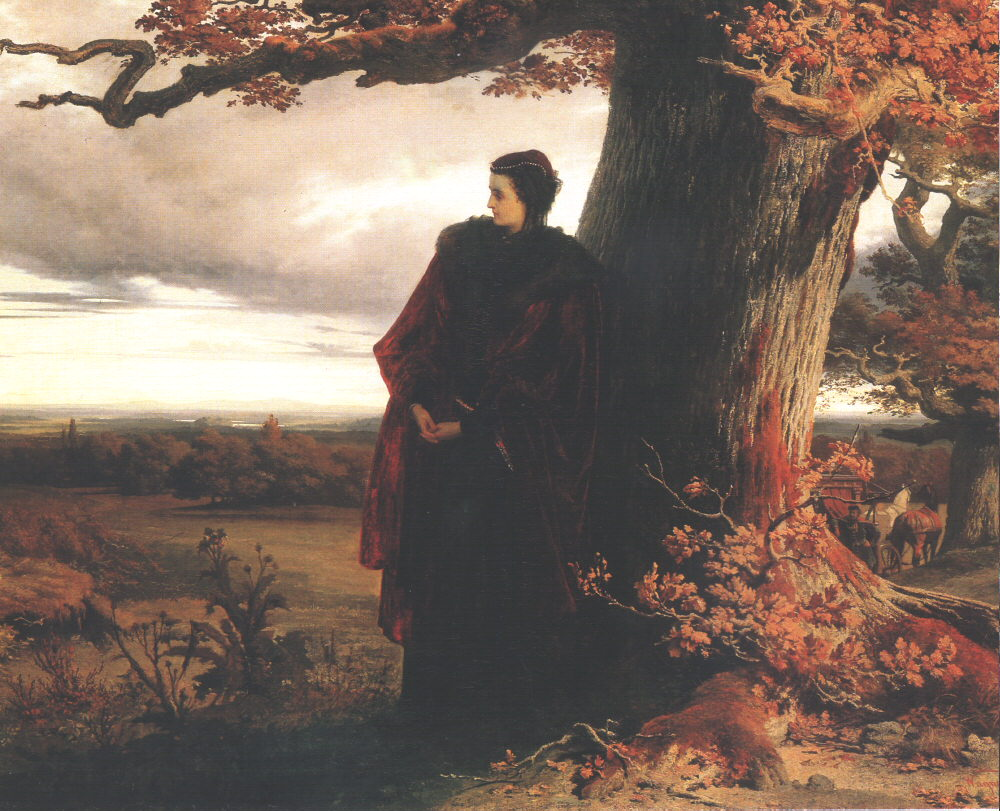
Despedida de Isabela a su partida de Transilvania. Obra de Sándor Wagner (1863).

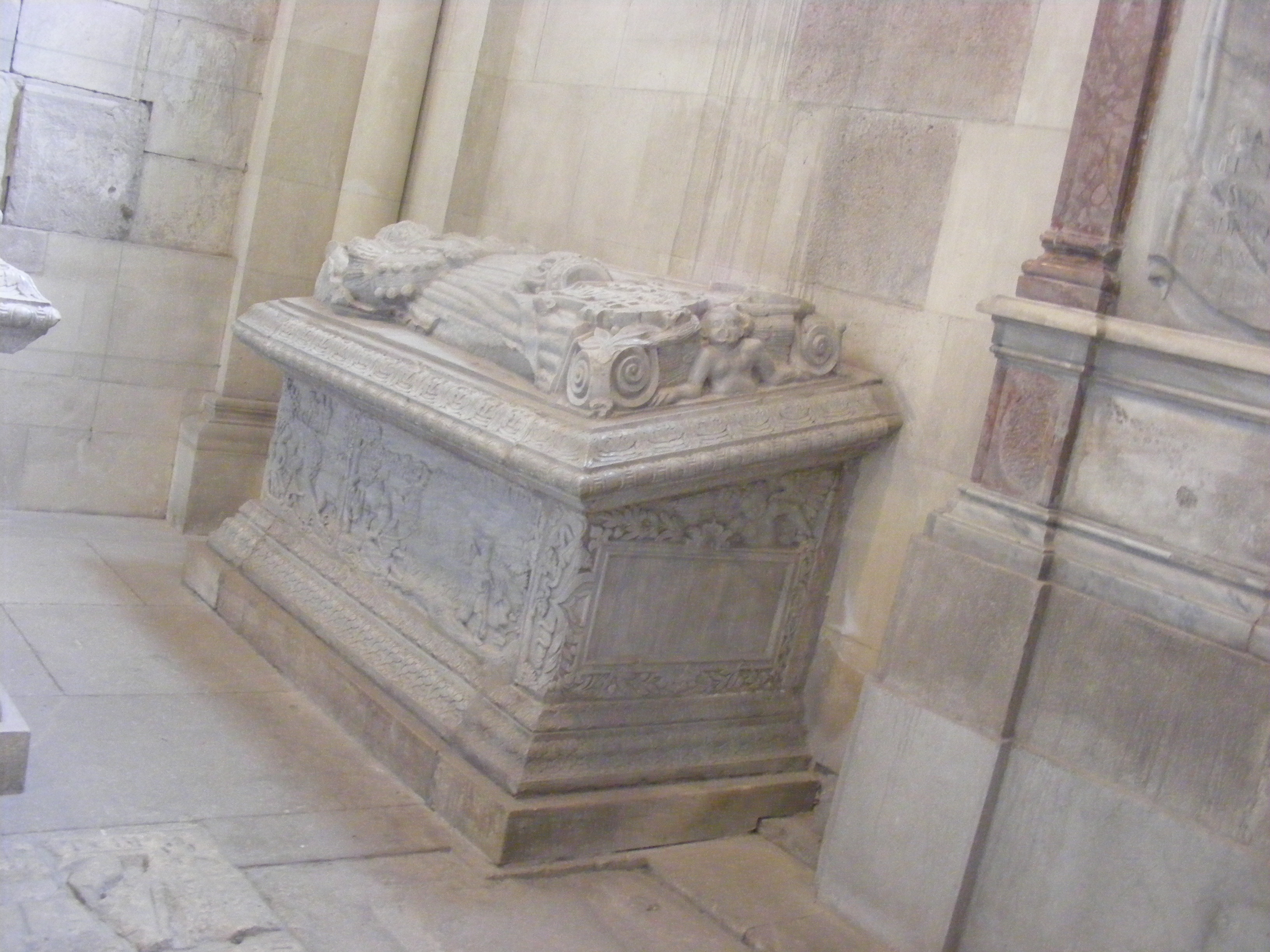
La tumba de Isabella Jagiellon

Isabela Jagellón (en húngaro: Jagelló Izabella, polaco: Izabela Jagiellonka; Cracovia, 18 de enero de 1519-Gyulafehérvár, 15 de septiembre de 1559) fue esposa del rey Juan I de Hungría, por consiguiente reina consorte de Hungría (1539-1540), y luego regente del Principado de Transilvania (1540-1550; 1556-1559).

## Biografía
Isabela Casimira nació en 1519 como hija del rey polaco Segismundo I Jagellón el Viejo y de su esposa, Bona Sforza de Milán. Isabela nació en Polonia y se crio en la corte real junto a sus hermanas, recibiendo una cuidada educación humanista, aprendiendo el italiano y el polaco como lenguas maternas. Tras ser tomada como esposa por el rey Juan I de Hungría, el 16 de febrero o el 22 de febrero de 1539, Isabela fue coronada como reina consorte húngara en la ciudad de Székesfehérvár. Esta fue la última coronación que se celebró en esta ciudad, ya que la ocupación del ejército otomano, que había invadido Hungría, no lo permitiría (es importante mencionar que las coronaciones reales húngaras se venían llevando a cabo ininterrumpidamente en esta ciudad desde 1038 con el rey Pedro Orseolo de Hungría). Por otra parte, no quedó sentencia escrita de qué miembros del clero húngaro conducidos por el arzobispo de Esztergom Pablo Várdai efectuaron la coronación de Isabela Jagellón en 1539.
El matrimonio fue corto y dificultado por la mala salud del soberano, mucho mayor que ella. En 1540, a la muerte del rey Juan I de Hungría, la reina viuda tomó el puesto de regente del país como tutora del recién nacido Juan Segismundo de Zápolya, hijo del rey fallecido a los quince días del nacimiento, apoyada por el monje Jorge Martinuzzi, el conde Pedro Petrovics y el conde Valentín Török. Después de que en 1541 los turcos otomanos ocuparan la ciudad real de Buda, Isabela se mudó junto con su hijo y su corte a la ciudad de Lippa y pronto a Gyulafehérvár.
Con asistencia de la Sublime Puerta turca, deseó legitimar su poder sobre la región del reino de Hungría conocida como Transilvania, mientras que Fernando I de Habsburgo, ya coronado rey húngaro, deseaba apoderarse del Estado que paulatinamente quedaba cada vez más dividido. Para ello, Jorge Martinuzzi la hizo renunciar en 1551 a la corona húngara a favor de Fernando I de Habsburgo, tras ser derrotadas sus tropas y ella asediada en Buda. Isabela entonces se marchó a Kassa y luego a Polonia de regreso con su familia, pero tras ser asesinado el religioso Jorge Martinuzzi, en 1556 fue llamada de regreso a Transilvania, para que mediase en la caótica situación debida al temor de los nobles transilvanos ante la venganza de los turcos.
El 22 de octubre llegó a Kolozsvár y tomó de nuevo el poder en nombre de su hijo, Juan Segismundo, quien tenía 16 años de edad para el momento. De esta forma, finalmente se consumó la separación de la región de Transilvania del resto del reino húngaro, ya que estos nobles se hallaban parcializados con los turcos, quienes les ofrecían su protección y cierta independencia, a cambio de una situación de vasallaje implícito.
El 31 de agosto de 1558 tres de sus nobles protectores, Francisco Bebek, Francisco Kendi y Alejandro Kendi, fueron asesinados durante un banquete. Quien organizó el asesinato fue el barón Melchor Balassa, pues había descubierto una conspiración contra Isabela y su hijo, Juan Segismundo. El cuerpo de Bebek lo hizo colgar en la puerta de la ciudad de Kolozsvár. El 29 de septiembre de 1558 convocó una asamblea nacional, donde mostró las evidencias del intento de asesinato, las cuales habían sido traídas desde Estambul. Ante esto, las propiedades de las familias de los tres nobles ejecutados fueron puestas bajo el poder de la tesorería húngara de Transilvania. 
Isabela hablaba cuatro idiomas: el polaco, el húngaro, el latín y el italiano. Era bella y vanidosa, adorando lo fastuoso y pomposo, por lo que a veces fue criticada por sus gustos caros. Inicialmente se rodeó de polacos e italianos, a los que concedió cargos en la representación de la corte. Además de las luchas políticas, hubo de lidiar con las religiosas al extenderse el protestantismo por Hungría. En 1557 firmó un decreto otorgando libertad religiosa para las cuatro denominaciones: católicos, luteranos, calvinistas y unitarios. Fue un movimiento pionero hacia la tolerancia religiosa y un paso importante hacia el Edicto de Turda de 1568. Isabela es considerada la primera gobernante europea en emitir leyes sobre tolerancia religiosa. Murió tan solo tres años después de su regreso, el 15 de septiembre de 1559, tras una larga enfermedad. Fue enterrada en la catedral de Gyulafehérvár (actualmente Alba Iulia), donde aún se puede ver su lápida.
Según las memorias escritas de Francisco Forgách de Ghymes y Gács, obispo de Várad, antes de su huida a Polonia, cuando se disponía a abandonar Transilvania, Isabela grabó en el tronco de un roble la frase: "SFV - Sic fata volunt", es decir: "El destino lo quiso así". Era su lema personal, también grabado en sus joyas y monedas.